# Tuberocephalus jinxiensis
Tuberocephalus jinxiensis är en insektsart. Tuberocephalus jinxiensis ingår i släktet Tuberocephalus och familjen långrörsbladlöss. Inga underarter finns listade i Catalogue of Life.